# Aurelio Natale Cicuta
Aurelio Natale Cicuta o Cicuti (Veglia, 1513 circa – Lepanto, 1571) è stato un pastore protestante, frate francescano, teorico militare, eretico, spia francese, trattatista italiano, di origine dalmata.

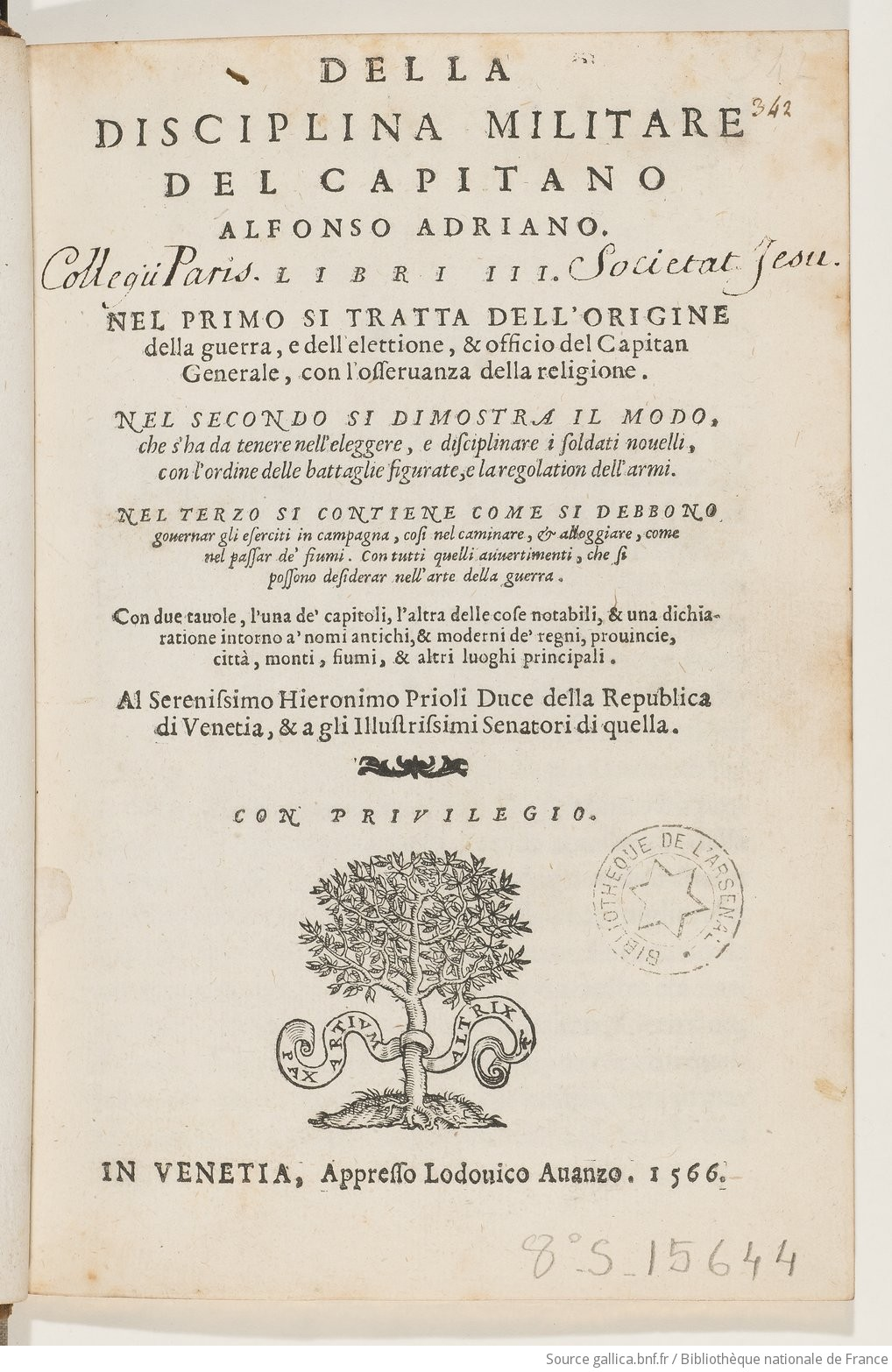
copertina della prima edizione del trattato di Aurelio Cicuta

Fu un personaggio dalla vita avventurosa, inserito nell'intreccio politico religioso italiano della metà del Cinquecento. 
Aurelio Natale Cicuta apparteneva a una famiglia di militari dell'isola di Veglia, allora dominio veneziano. Dopo aver preso i voti come francescano, lasciò il convento per studiare teologia alla Sorbona. A Parigi, tuttavia visse liberamente, diventando una spia al soldo francese con l’incarico di recarsi in Corsica per preparare così la futura occupazione francese dell’isola. Nello stesso ambiente si avvicino a simpatie per le idee riformiste. Giunto a Calvi, millantando studi e esperienze di viaggi riuscì a ottenere  l'incarico di maestro pubblico a Bastia. Tuttavia, manifestando idee di stampo erasmiano che finirono per accreditarlo come sospetto eretico, nel gennaio del 1552 fu arrestato. Forse evase e comunque giunse  a Genova, dove fu arrestato e sospettato di spionaggio anche se egli cercò di addossarsi solo i peccati di di dubbia ortodossia che gli consentirono una pena piuttosto lieve. Poche settimane dopo fuggì dal convento in cui era stato recluso, diretto verso i Grigioni. Qui, tra il 1553 e il 1558 Cicuta esercitò il ruolo di ministro protestante e di maestro col nome di Aurelio Scitarca; in questo periodo cercò di favorire l'arruolamento di mercenari per il re di Francia. 
La tregua franco-spagnola, lo condusse a offrire i propri servigi al governatore spagnolo di Milano. Pochi mesi dopo, tuttavia, Aurelio fu arrestato per i suoi trascorsi protestanti; gli furono trovati in possesso scritti carattere eretico di cui era autore e finì in prigione, ma dopo due anni riuscì a evadere. 
Giunto a Venezia, offrì inutilmente i propri servigi al Senato. Fu invece arrestato e processato su indicazione dell'inquisitore di Milano. Nel corso del processo Cicuta presentò memoriali di difesa (che sono poi la fonte principale per la ricostruzione della sua avventurosa vita), cercando sempre di accreditarsi come uomo al servizio dei principi e non eretico. Nel 1564 fu condannato all’abiura e al carcere a vita.
Nel 1566 riuscì a far pubblicare, sotto il nome del capitano Alfonso Adriano, un trattatello sull’arte della guerra dal titolo Della disciplina militare, ripubblicato postumo nel 1572 con il suo nome.  
Forse grazie alle competenze dimostrate in questo scritto, ormai malato, fu scarcerato nel 1570 e fu deciso che prestasse servizio nella flotta diretta verso la guerra contro i turchi. Si può ipotizzare che finisse sulla nave al comando di suo fratello Ludovico, sopracomito della galea veneziana Cristo Resuscitato. Non tornò dalla battaglia di Lepanto e probabilmente è morto nello scontro.